# Vorterøya
Vorterøya (płnlap.: Virtá) – niezamieszkana wyspa należąca do gminy Skjervøy w okręgu Troms. Wyspa leży w obrębie akwenu Morza Barentsa na zachód od Kågen, a na północ od Uløya. Na zachód od niej rozciąga się Lyngenfjord. Ma ona 10,4 km² powierzchni, a jej najwyższy wzniesienie „Viten” mierzy 235 m.
Między wyspami Vorterøya i Kågen znajduje się cieśnina Kjølmangen. Na północ od Vorterøya leży Arnøya.